# Robert Goldwater
Pour les articles homonymes, voir Goldwater.
Robert Goldwater est un historien d'art américain né à New York en 1907 et mort en 1973.

## Repères biographiques
Après avoir enseigné au Queens College à New York de 1934 à 1957, il est nommé professeur à l'Université de New York. La même année, il devient directeur du Musée d'Art primitif de New York, à la création duquel il a apporté une contribution importante, notamment en collectant, avec Nelson Rockefeller, les fonds nécessaires. 
Connu principalement pour son travail sur l'art africain et l'art moderne, il est l'auteur de nombreux ouvrages comme Primitivism in Modern Art (1938 ; nlle. éd.rev., 1967), Rufino Tamayo (1947), Jacques Lipchitz (1954), Gauguin (1957), Sculpture from Africa (1963) et What Is Modern Sculpture ? (1970).
Il a épousé l'artiste plasticienne française Louise Bourgeois (1911-2010) en 1938.